# Flesz TV4
Flesz – 80-sekundowy skrót najważniejszych wiadomości nadawany co godzinę w TV4 od 1 kwietnia 2000 do 8 października 2004 roku. Program powstał na bazie serwisu 77 sekund z RTL 7 i Naszej TV. W ciągu dnia widzowie mogli zobaczyć 7 wydań Flesza, które nadawano od godziny 14:58 do 21:58 co godzinę, dwie minuty przed pełną godziną (z wyjątkiem 17:58, ze względu na emisję Dziennika o tej porze). Potem dodano wydania o 22:58 i 23:58, zatem było 9 wydań. Od 5 maja 2003 r. w związku ze zmianami w Dzienniku (w tym też jego pory emisji) skrócono nadawanie Fleszy, odtąd ostatni był nadawany o 19:58. Zmieniono także czołówkę, oprawę muzyczną i studio. Ostatni Flesz nadano 8 października 2004 r. o godzinie 19:58. Flesz był równolegle emitowany także w Polsacie 2 (podczas jego emisji logo tej stacji było wyłączane).
Pierwsza czołówka Flesza, emitowana w latach 2000-2003, charakteryzowała się tym, że przerywała nadawany w TV4 program efektem szumu, po czym zaczynał się serwis. Przez cały okres emisji charakterystyczne było również to, prezenter kończył Flesz równo z wybiciem pełnej godziny, a w okresie emisji pierwszej czołówki, przy powrocie do przerwanego programu, także był efekt szumu.